# 한금산
한금산(韓金山)(1943년 ~ )은 대한민국의 시인 및 아동문학가이다. 강원도 인제에서 태어나 한국방송통신대학 국어국문학과와 충남대학교 교육대학원 졸업, 중등교장을 역임하였으며 현재 명동문학회 회장을 역임하고 있다.

## 약력
[1963년] 《강원일보》에〈날개에 부쳐〉를 발표하면서 문학활동을 시작하였다.

## 수상
- 아동문예문학상 수상
- 문학사랑 신인상 수상
- 문예사조 신인상 수상
- 한밭아동문학상 수상
- 문학시대문학상 대상
- 대전광역시 문화상(문학부문) 수상
- 한정동아동문학상

## 저서상집
- 《여울물소리》(오늘의문학사, 2009) ISBN 10-8991695701
- 《내린천 서정》(월간문학출판부, 2007) ISBN 10-896138001X
- 《낙엽속의 호수》(인우기획, 2005)형태 124p. ; 23cm
- 《어머니의 달걀 름오, 2013) 152p.;23cm
- 《겨울 바다를 팔아요》름오, 2015) 152p.;23cm

### 동시집
- 《하늘도 잠을 자야지》(아동문예, 2006) ISBN 10-8977984254
- 《다람쥐 운동장》(인우기획, 2005)형태 95p. ; 21cm
- 《별씨 뿌리기》(아동문학세상, 2013)형태 124p. ; 21cm
- 《그냥 두렴》(아동문예, 201 145p.)
- 《알 수가 없다》([[아동문학세상], 201 144p.)
- 《저 주실래요?》([[시선사], 201, 91p.)

#### 책 소개
- 《여울물소리》는 늘 새롭기만 하던 흐름의 허허로움을 느끼고 지나온 길을 뒤돌아 봤지만 되돌아 갈 수 없다는 사실은 이미 자기 자리를 만들어 가고 있다고 깨닫고 그것은 한때의 여울물소리였다는 것으로 감정을 담아 표현하였다.
- 《내린천 서정》은 시인의 자전적 탄생 설화와 같이 태어난 곳과의 인연적 연계를 기본으로 삼는다.(시인 최원규 교수)
- 《하늘도 잠을 자야지》이 동시집에는 잠자고 있는 하늘을 새벽에 누가 깨우는지 의문을 갖고 바라본 동시 '하늘도 잠을 자야지'를 비롯해 어린이 특유의 재치와 천진난만함을 엿볼 수 있는 동시가 수록되어 있다. 각 동시마다 예쁜 삽화가 그려져 있다.